# 自由都市・堺 平和貢献賞
自由都市・堺　平和貢献賞（じゆうとし さかい　へいわこうけんしょう、英語：Sakai Peace Contribution Award）は、2007年1月に施行された堺市平和と人権を尊重するまちづくり条例の規定に基づき、国際平和への貢献活動を評価、推進し、国内外に発信することにより、人権擁護・平和実現の取り組みを促進することを目的として堺市が2008年に創設した賞である。賞の対象は、国際的な平和貢献活動を行った個人や団体。

## 歴代受賞者

### 2008年（第1回）
- 大賞　ジハン・ペレラ（スリランカ、National Peace Council 専務理事）
- 奨励賞　吉岡秀人（日本、医師、特定非営利活動法人ジャパンハート代表）
- 奨励賞　NPO法人　日本ネパール女性教育協会（日本、理事長 山下泰子）

### 2010年（第2回）
- 大賞　田内基（たうちもとい）　（日本、ソーシャルワーカー、社会福祉法人こころの家族理事長）
- 奨励賞　長瀬アガリン　（フィリピン、KAFIN（川口フィリピン人会）代表）
- 奨励賞　NGOアフガン孤児支援ラーラ会　（日本、代表 柄子真弓）

### 2012年（第3回）
- 大賞　アウンサンスーチー　　（ミャンマー、民主化運動指導者　NLD（国民民主連盟）中央執行委員会議長）
- 大賞　台湾赤十字組織　（台湾、会長王清峰）
- 奨励賞　松井友（まついとも）　　（日本、児童文学者、ミンダナオ子ども図書館代表）

### 2013年（第4回）
- 国際交流の会とよなか　　（日本、代表 葛西芙紗）
- テラ・ルネッサンス　（日本、創設者 鬼丸昌也　理事長 小川真吾）

## 選考委員会
第1回～第4回
- 上田正昭（委員長、京都大学名誉教授）
- 明石康（元国際連合事務次長、スリランカ平和構築及び復旧・復興担当日本政府代表）
- 川島慶雄（大阪大学名誉教授）
- 千玄室（裏千家前家元）、日本・国連親善大使）
- 多谷千賀子（法政大学教授、元旧ユーゴ国際刑事裁判所訴訟裁判官）